# Onthophagus sumptuosus
Onthophagus sumptuosus är en skalbaggsart som beskrevs av Renaud Maurice Adrien Paulian 1937. Onthophagus sumptuosus ingår i släktet Onthophagus och familjen bladhorningar. Inga underarter finns listade i Catalogue of Life.